# Nande
Nande je moško osebno ime.

## Izvor imena
Ime Nande je različica moškega imena Ferdinand.

## Pogostost imena
Po podatkih Statističnega urada Republike Slovenije je bilo na dan 31. decembra 2007 v Sloveniji število moških oseb z imenom Nande: 9.

## Osebni praznik
Osebe z imenom Nande godujejo takrat kot osebe z imenom Ferdinand.